# Somchai Wongsawat
Somchai Wongsawat (in thai สมชาย วงศ์สวัสดิ์; 31 agosto 1947) è un politico e avvocato thailandese.
Ha svolto il ruolo di Primo ministro della Thailandia dal settembre al dicembre 2008. 
È stato membro esecutivo del Partito del Potere Popolare (PPP), disciolto dalla Corte costituzionale per presunta frode elettorale.
Dopo aver lavorato nel servizio giudiziario come Segretario permanente di Giustizia nel 2000 durante il governo di Chuan Leekpai, lasciò la carica nel 2006 per aver raggiunto la età pensionabile. Rientrò in politica dopo il colpo di Stato militare del 2006 che pose fine alla carriera del cognato Thaksin Shinawatra. Si unì quindi al PPP, alleato dei Shinawatra, che vinse le elezioni parlamentari del dicembre 2007, diventando ministro della Pubblica Istruzione e vice-primo ministro nel governo di Samak Sundaravej.
Dopo che Samak Sundaravej fu deposto dalla Corte Costituzionale per conflitto di interessi, Somchai fu nominato primo ministro. Il suo governo dovette affrontare una violenta opposizione politica e la crisi finanziaria mondiale del 2008. Il PPP fu disciolto dalla Corte Costituzionale, che inibì i suoi dirigenti, tra cui Somchai, a svolgere l'attività politica per cinque anni per compravendita di voti alle elezioni del 2007.